# Women’s British Open
Women's British Open jest jednym z kobiecych golfowych turniejów wielkoszlemowych i jedynym, którego przynależność do tej kategorii jest uznawana zarówno przez LPGA jak i Ladies European Tour.
Umowy podpisane ze sponsorami tytularnymi miały wpływ na obecność nazwy sponsora w nazwie zawodów. Od 1987 do 2006 turniej nosił pełną nazwę Weetabix Women's British Open, od 2007 brzmi ona Ricoh Women's British Open.
Tradycyjnie najwyżej klasyfikowana w tym turnieju zawodniczka amatorka otrzymuje trofeum Salver Trophy.

## Historia
Women's British Open został ustanowiony przez Ladies' Golf Union w 1976 z zamysłem aby służyć za kobiecy odpowiednik The Open Championship. Początkowo głównym problemem organizatorów było zapewnienie gry na prestiżowych polach golfowych. Chlubnym wyjątkiem okazało się pole Royal Birkdale Golf Club, na którym w tym wczesnym okresie turniej został rozegrany w latach 1982 i 1986. W 1983 turniej się nie odbył i był bliski zawieszenia. Konsekwencją była organizacja zawodów w 1984 na jednym z obiektów "drugiego szeregu" angielskich pól golfowych – Woburn Golf and Country Club. Pole to służyło jeszcze za gospodarza Women's British Open w latach 1987-1996, oraz w 1999.
Wraz ze wzrostem prestiżu miejscem rozgrywania turnieju zaczęły być pola typu links znane z kalendarza The Open Championship, takie jak Turnberry (2002), Royal Lytham & St Annes (1998, 2003, 2006, 2009), Royal Birkdale (2000, 2005, 2010), oraz Old Course at St Andrews (2007), które przy tej okazji po raz pierwszy w swej historii gościło kobiecy turniej golfowy. Obecna polityka organizatorów nie ogranicza wyboru gospodarza do pól konkretnego typu.
W 1993 Women's British Open oficjalnie wszedł do kalendarza turniejów LET, a rok później także LPGA Tour. Status turnieju wielkoszlemowego LPGA przyznała mu w 2001 w zastępstwie za du Maurier Classic. W 2005 liczebność uczestniczek zwiększono do 150, cut ustalony jest na poziomie 65 graczy.
Najwięcej zwycięstw w Women's British Open odnotowały Karrie Webb i Sherri Steinhauer. Obie wygrały ten turniej dwukrotnie zanim został turniejem klasy major oraz raz gdy już posiadał ten status. Więcej niż jeden raz wygrała go jeszcze tylko dwukrotna triumfatorka Debbie Massey, która wraz ze Steinhauer są jedynymi golfistkami, które zdobyły tytuł dwa lata z rzędu.

## Zwyciężczynie
Zwyciężczynie gdy Women's British Open miał już status turnieju wielkoszlemowego:
| Rok  | Miejsce                           | Mistrzyni         | Wynik |
| ---- | --------------------------------- | ----------------- | ----- |
| 2010 | Royal Birkdale Golf Club          | Yani Tseng        | 277   |
| 2009 | Royal Lytham & St Annes Golf Club | Catriona Matthew  | 285   |
| 2008 | Sunningdale Golf Club             | Shin Ji-yai       | 270   |
| 2007 | Old Course at St Andrews          | Lorena Ochoa      | 287   |
| 2006 | Royal Lytham & St Annes Golf Club | Sherri Steinhauer | 281   |
| 2005 | Royal Birkdale Golf Club          | Jang Jeong        | 272   |
| 2004 | Sunningdale Golf Club             | Karen Stupples    | 269   |
| 2003 | Royal Lytham & St Annes Golf Club | Annika Sörenstam  | 278   |
| 2002 | Turnberry - Ailsa Course          | Karrie Webb       | 273   |
| 2001 | Sunningdale Golf Club             | Pak Se-ri         | 277   |

Zwyciężczynie przed otrzymaniem przez Women's British Open statusu turnieju wielkoszlemowego:
| Rok  | Miejsce                           | Mistrzyni         | Wynik |
| ---- | --------------------------------- | ----------------- | ----- |
| 2000 | Royal Birkdale Golf Club          | Sophie Gustafson  | 282   |
| 1999 | Woburn Golf and Country Club      | Sherri Steinhauer | 283   |
| 1998 | Royal Lytham & St Annes Golf Club | Sherri Steinhauer | 292   |
| 1997 | Sunningdale Golf Club             | Karrie Webb       | 269   |
| 1996 | Woburn Golf and Country Club      | Emilee Klein      | 277   |
| 1995 | Woburn Golf and Country Club      | Karrie Webb       | 278   |
| 1994 | Woburn Golf and Country Club      | Liselotte Neumann | 280   |

Zwyciężczynie przed włączeniem Women's British Open do kalendarza LPGA Tour:
| Rok  | Miejsce                          | Mistrzyni             | Wynik         |               |
| ---- | -------------------------------- | --------------------- | ------------- | ------------- |
| 1993 | Woburn Golf and Country Club     | Karen Lunn            | 275           |               |
| 1992 | Woburn Golf and Country Club     | Patty Sheehan         | 207           |               |
| 1991 | Woburn Golf and Country Club     | Penny Grice-Whittaker | 284           |               |
| 1990 | Woburn Golf and Country Club     | Helen Alfredsson      | 288           |               |
| 1989 | Woburn Golf and Country Club     | Jane Geddes           | 274           |               |
| 1988 | Woburn Golf and Country Club     | Corinne Dibnah        | 295           |               |
| 1987 | Woburn Golf and Country Club     | Alison Nicholas       | 296           |               |
| 1986 | Royal Birkdale Golf Club         | Laura Davies          | 283           |               |
| 1985 | Moor Park Golf Club              | Betsy King            | 300           |               |
| 1984 | Woburn Golf and Country Club     | Ayako Okamoto         | 289           |               |
| 1983 | nie rozegrano                    | nie rozegrano         | nie rozegrano | nie rozegrano |
| 1982 | Royal Birkdale Golf Club         | Marta Figueras-Dotti  | 296           |               |
| 1981 | Northumberland Golf Club         | Debbie Massey         | 295           |               |
| 1980 | Wentworth Club                   | Debbie Massey         | 294           |               |
| 1979 | Southport and Ainsdale Golf Club | Alison Sheard         | 301           |               |
| 1978 | Foxhills Golf & Country Club     | Janet Melville        | 310           |               |
| 1977 | Lindrick Golf Club               | Vivien Saunders       | 306           |               |
| 1976 | Fulford Golf Club                | Jenny Lee Smith       | 299           |               |

## Przyszli gospodarze
- 2011 - Carnoustie
- 2012 - Royal Liverpool
- 2013 - Old Course at St Andrews